# Inmigración francesa en Uruguay
La inmigración francesa en Uruguay es el asentamiento de población de origen francés en territorio uruguayo. Los franceses constituyen el tercer grupo migratorio europeo más numeroso e importante del país, siendo superado únicamente por los españoles e italianos. 
En la primera mitad del siglo XIX, Uruguay recibió uno de los mayores números de inmigrantes franceses en América del Sur, con más de 13.000 personas registradas entre 1833 y 1843. La mayoría de ellos se afincó en la zona sur y suroeste del país, principalmente en los departamentos de Colonia, Montevideo, San José y Soriano. De acuerdo a cifras del gobierno de Francia, el 15% de la población uruguaya posee ascendencia francesa.

## Historia
La llegada de inmigrantes franceses a Uruguay de forma considerable comenzó en la primera mitad del siglo XIX, período en el cual el país recibió la mayor parte de los inmigrantes que se instalaron en América del Sur. La primera gran afluencia tuvo lugar durante las décadas de 1830 y 1840 –con un pico de 10.300 en 1843–, en la que establecieron en Uruguay una gran cantidad de franceses provenientes en su mayoría de las regiones del País Vasco francés y Bearne.

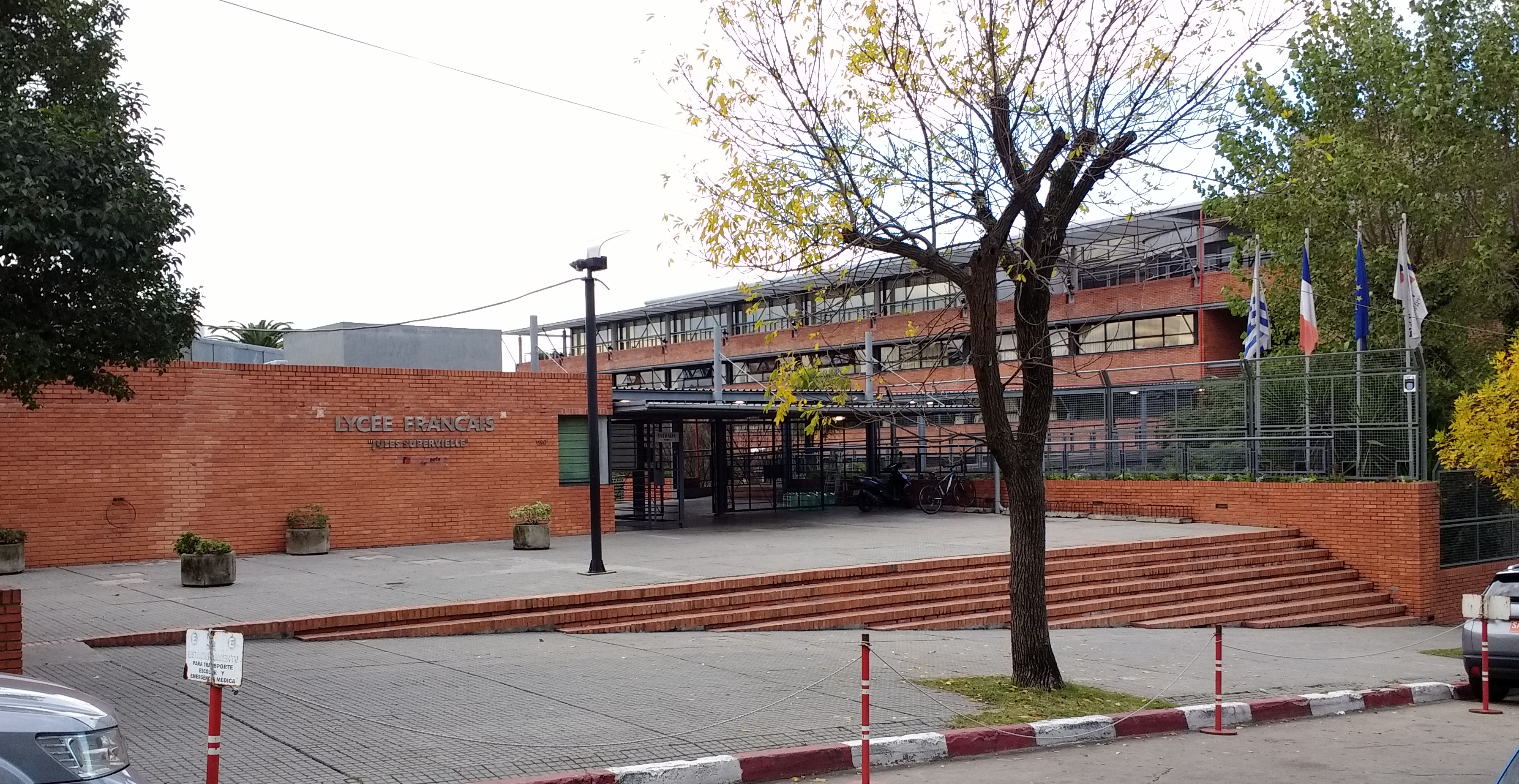
El Liceo Francés Jules Supervielle fue fundado en 1897 por iniciativa de la comunidad francesa del Uruguay.

En 1841 se estimaba que la colonia gala en Montevideo estaba compuesta por aproximadamente 18.000 personas, lo cual constituía casi la tercera parte de su población total. Durante el sitio de Montevideo en el marco de la Guerra Grande (1839-1851), los integrantes de la comunidad francesa tuvieron una importante participación en la defensa de la ciudad, al mando del comandante Juan Crisóstomo Thiebaut. A su vez, tras el ascenso al poder de Juan Manuel de Rosas en la Confederación Argentina, se produjo una pequeña oleada de inmigración francesa proveniente desde Buenos Aires.

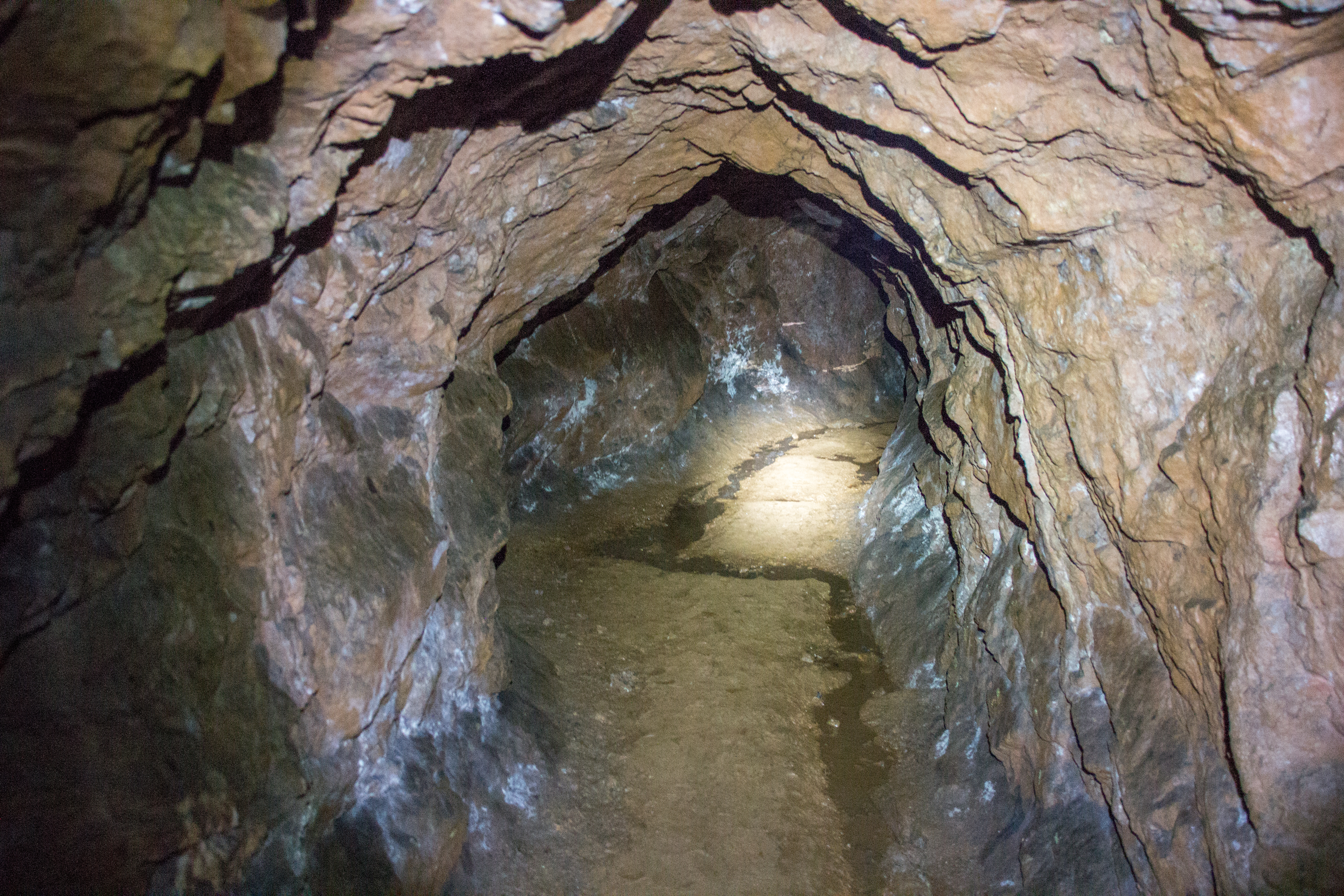
Mina en la localidad de Minas de Corrales, departamento de Rivera.

Desde los primeros años de Uruguay como un Estado independiente, la comunidad francesa se posicionó como el tercer grupo extranjero en país. Entre 1860 y 1880 se produjo el arribo de una considerable cantidad de inmigrantes galos, entre los cuales destaca un contingente oriundo de Alsacia, que participaría en la fundación de Nueva Helvecia. La mayoría de los franceses en Uruguay se estableció en la región sur y suroeste del país, no obstante, se produjeron asentamientos en la región centro y noreste, donde una importante cantidad se dedicó a la minería de la mano de la Compagnie Francaise d'Or de l'Uruguay. Esta empresa se convirtió en la primera en explotar esta zona, y su actividad dio origen a la localidad de Minas de Corrales en 1878.
Otro polo de asentamiento francés fue la zona sureste del departamento de San José, donde fundaron la localidad de Libertad, la cual nombraron inspirándose en sus deseos, debido a que muchos de los primeros colonos provenían de Alsacia y Lorena que escapaban de la invasión de sus territorios por parte del Imperio alemán (durante la Guerra Franco-Prusiana) y emigraban en busca de libertad. Su fecha de fundación más extendida es en 1872 por Charles Clauzolles a orillas del río San José en campos que habían pertenecido al financista francés José de Buschental.
Hacia finales del siglo XIX e inicios del siglo XX, la inmigración francesa formaba un lugar importante en la población uruguaya.